# Премии в области современного искусства (Россия)
Российские премии в области современного искусства включают государственные и частные премии, вручаемые в РФ художникам, кураторам и институциям в области контемпорари-арта.

## Действующие
По состоянию на весну 2022 года в России существовало 4 премии с многолетним стажем — «Инновация», Премия Кандинского, Премия Курехина и премия газеты The ArtNewspaper Russia) в области современного искусства (из них полностью государственной долгое время являлась только одна — «Инновация», позже к ней присоединилась Московская Арт Премия). При таком малом количестве премий в конце 2021 года эксперты отмечают кризис премиальной системы в России, однотипность победителей.
С 2022 года по неназванным официально причинам не вручались две из них — «Инновация» и «Премия Кандинского».
| Название                                                                   | Год учреждения | Резиденция | Учредитель |
| -------------------------------------------------------------------------- | -------------- | ---------- | --- |
| Премия Сергея Курёхина                                                     | 2009           | Петербург  | Фонд и Центр имени Сергея Курёхина при поддержке Комитета по культуре города |
| Премия The Art Newspaper Russia                                            | 2013           | Москва     | Журнал The Art Newspaper Russia (частная премия) |
| Номинация «Изобразительное искусство и архитектура», Московская Арт Премия | 2019           | Москва     | Фонд развития современного искусства при поддержке Департамента культуры города Москвы. Всего включает пять номинаций: «Изобразительное искусство и архитектура», «Кино», «Театр», «Музыка», «Литература». Тема произведения должна касаться Москвы. 1-е награждение прошло в ноябре 2020 года. Призовой фонд 33 млн руб. |

## Упраздненные
Искусствовед Оксана Саркисян в 2007 году, характеризуя ситуацию с российскими премиями современного искусства, писала: «Премии в первую очередь выполняют функцию репрезентации искусства в публичном пространстве искусства и с этой точки зрения динамика развития премий в области современного искусства показательна. Этот ракурс вполне мог бы стать стержневым в описании истории российского искусства в постсоветский период. Первые премии, о которых вспоминает Георгий Острецов, давались ещё Тимуром Новиковым в мифологические времена титанов на заре перестройки. Тимур, правда, парадируя ещё советскую инфраструктуру, награждал „по-пионерски“, грамотами с печатью. Его инициативу развил Острецов, придумав премию Нового Правительства. Эти премии являлись художественными перформансами, отражающими ситуацию, когда институции современного искусства ещё отсутствовали, и фарс награждения в юмористической форме указывал на эту анархическую нелегитимность самой ситуации. Показательно так же, что второй премией стала премия „Мастер“, инициированная галереей Ковчег. Именно галереи, а не государственные институции в период формирования в стране первоначальных капиталов стали главными действующими лицами художественной жизни, взяв инициативу у художников-нонконформистов».
Среди премии, вручавшиеся в 2000—2010-е годы, достаточно много «однодневок», вручавшихся однократно (General Satelite, Премии Московской биеннале и Московской биеннале молодого искусства), но также есть проекты, которые существовали обозримое количество лет и завоевали хорошую репутацию («Черный квадрат», «Мастер», «Соратник»), и упразднение которых вызвало печаль у арт-критиков и художественного сообщества.
| Название                                                                      | Даты           | Примечание |
| ----------------------------------------------------------------------------- | -------------- | --- |
| Премия Нового Правительства                                                   | 2002-2006      | Награждение выдающихся граждан России орденом «Серебряный Знак Почёта» Нового Правительства Георгия Острецова. Учреждена художником Гошей Острецовым, фактически — художественный перформанс, продолжающий традицию награждений Тимура Новикова, является частью глобального проекта художника Новое Правительство («НП»). |
| General Satellite                                                             | 2003           | Корпоративная премия, основатель фирма «GS Group». Вручение состоялось единожды в Петербурге. Премия поощряла использование возможностей современных технологий коммуникации в искусстве. Премиальный фонд 13 или 25 тыс. долл. Три номинации (в том числе «за лучшую идею выставочного проекта»). Единственный награжденный в номинации «За вклад» — фотограф Борис Михайлов. |
| Премия «Арт-Москва», премия «Мастерских Арт-Москвы»                           | 2003           | Учреждена компанией «Экспо-парк. Выставочные проекты» — за лучший проект, показанный на выставке «Мастерские Арт-Москвы». Переименована в следующем году в премию «Черный квадрат» (см. ниже). |
| «Чёрный квадрат»                                                              | 2004-2007      | Учредители: общественный фонд поддержки некоммерческих проектов «Арт Москва» совместно с компанией «Экспо-Парк Выставочные проекты». Проходила в ЦДХ. |
| «Мастер»                                                                      | 2004-2009      | Вручалась галереей «Ковчег», фондом «Эра». Премией награждали за лучший выставочный проект сезона в традиционных номинациях «живопись» и «графика». Не имела денежного фонда. |
| «Соратник»                                                                    | 2006-2012      | Основатели: куратор Ольга Лопухова и художник Антон Литвин (вручалась профессиональным сообществом) |
| «Личная премия» Валентина Дьяконова                                           | 2009- 2011 (?) | Личный выбор арт-критика Валентина Дьяконова, немного шуточная премия. Не имела денежного фонда. |
| Премия Московской биеннале современного искусства (Премия Альберта)           | 2009           | Премия была придумана художником Юрием Альбертом. В 2009 году её получил художник из Бенина — Ромуальд Азуме с проектом «Груз». Приз — 450 тыс. руб., однако, деньги за победителя, согласно положению премии, получают его родственники для оплаты похорон художника в том случае, если он покинет этот мир в следующие два года (до следующей биеннале). |
| Общественная премия «Кариатида»                                               | 2011-2014      | Частная инициатива при Приволжском филиале ГЦСИ (Нижний Новгород). Учреждена в память об Ольге Лопуховой (1958—2009) и Любови Сапрыкиной (1957—2005) их друзьями, впервые была вручена в апреле 2011 года на церемонии открытия нижегородского Арсенала. Премия вручалась женщинам, работающим в отрасли современного искусства. 2011 год: Анастасия Шавлохова; 2012 год: Алина Сапрыкина; 2013 год: Анна Зайцева и Екатерина Иноземцева, Татьяна Волкова и Алиса Прудникова; 2014: Дарья Пархоменко. |
| Премия Московской международной биеннале молодого искусства                   | 2016           | В 2016 году, на V биеннале, спонсором выступал итальянский бренд Furla. Лауреаты в 2016 году — художницы Маргерит Юмо из Франции и Хулиана Серкейра Лейте из Бразилии. |
| Премия Художественного фонда «Московская биеннале»                            | 2015           | В 2015 году было объявлено, что Художественный фонд «Московская биеннале» и дом Ruinart учредили премию для российских художников, победителем стала Таус Махачева, однако дальнейшего развития это не получило. |
| Zverev Art Prize (Премия Анатолия Зверева)                                    | 2021           | Музей AZ, Наталья Опалева. С 2024 года работает «сиквел» — «Zverev Art Prize / Взгляд. Интерпретация. Позиция» — премия, предназначенная арт-журналистам и искусствоведам за лучшие книги и статьи о нонконформизме и современном искусстве. |
| Инновация                                                                     | 2005-2021      | Москва, ГЦСИ (с 2021 года — и многочисленные соучредители). Государственная премия с 2019 года — Нижний Новгород |
| Премия Кандинского                                                            | 2007-2021      | Москва, Шалва Бреус, «АртХроника» |
| Всероссийская премия в области современного искусства «Arts & Fashion Awards» | 2021 — 2022    | Всероссийская премия в области современного искусства и моды, направленная на поддержку и продвижение талантливых художников, дизайнеров и креативных профессионалов. Премия включает несколько номинаций и сочетает народное голосование с решением жюри. Церемонии награждения проходят в Москве и сопровождаются модными показами, выставками и аукционами. Главный партнер премии — ИСИ (институт современного искусства). Премия проходила при поддержке Правительства Москвы и Министерства Культуры Российской Федерации. В 2021 премия вручалась в рамках Arts & Fashion Week в ArtNovi Space, в 2022 в Новом Манеже в рамках Arts & Fashion Weekend. |
| Премия Художественного театра                                                 | 2023           | В дебютном сезоне, в числе прочих театральных номинаций премия МХТ имела и «Современное искусство». Номинанты — Вова Перкин, Джоли Алиен и Евгений Музалевский. По решению жюри в этой номинации приз не был включен, далее номинация из премии исчезла. |